# 小佐野賢治
小佐野 賢治（おさの けんじ、1917年（大正6年）2月15日 - 1986年（昭和61年）10月27日）は、日本の実業家。国際興業グループ創業者。

## 概要
戦時体制下では軍需省に取り入って蓄財し、日本の敗戦後には駐留外国人相手の事業で成功した。また、運輸・観光事業も手広く行い、日本国内の有名ホテルを複数買収したほか、ハワイの観光資源にいち早く注目してワイキキの名門ホテルを多数手中にするなどして、「ホテル王」と呼ばれたこともある。
また、後の内閣総理大臣・田中角栄との関係が「刎頸の友」と言われるなど有力な政商として知られ、政財界と暴力団の橋渡しを行っているなどとの噂から、「裏世界の首領」、「黒幕」などと揶揄されることもあった。
実際、戦後最大の疑獄事件であるロッキード事件でも関係者として国会に召喚されたが、この証人喚問で小佐野が繰り返した答弁「記憶にございません」は当時の流行語となった。ただし、実際には「記憶『に』ございません」と答弁した記録はなく、正確な答弁内容は「記憶『は』ございません」「記憶『が』ありません」などの繰り返しである。
一方、山梨交通など倒産寸前だった数多くの企業の再建に成功し、その際には「首切り」をしないことで知られた。小佐野の経営手法の中心は徹底した現場主義と、不採算部門の大胆な整理であり、事業家としての評価は高かった。

## 生涯

### 生い立ち
1917年（大正6年）、山梨県東山梨郡山村（現在の甲州市勝沼町山地区）の農家、小佐野伊作・ひらの夫妻の長男として生まれる。生家は非常に貧しく、幼いころは自宅さえもなく村の寺の軒先を借りての生活であったという。
小佐野は小学校へ入学すると、家計を助けるために毎朝午前3時に起床して新聞配達を行っていた。1931年（昭和6年）、東山梨郡東雲村（当時）の東雲尋常高等小学校高等科を卒業。
1933年（昭和8年）に上京し、自動車部品販売店へ就職。勤務態度は非常に真面目で、3年後には店を取り仕切るようになった。その後別の店に引き抜かれて業績を上げたが、同店はその翌年に倒産した。

### 兵役
当時としては大きい170cmのがっしりした体躯を持っていた小佐野は1937年（昭和12年）、徴兵検査に甲種で合格した。この際に小佐野は検査場に、当時はごく限られた金持ちしか乗れなかった自動車で乗りつけ周囲を驚愕させている。
1938年（昭和13年）、大日本帝国陸軍に入隊し中華民国で服務。戦地では右足に銃弾を受け負傷し、さらに同年年末には院内でマラリアと思われる急性気管支炎を発症したために内地送還となった。

### 戦時中の起業
1940年（昭和15年）に再び上京した小佐野は東京トヨタ自動車に入社、商売を学んだ。
同年、東京・芝区（当時）に自らの自動車部品会社、「第一商会」を設立した。同社は軍需省からの受注に成功、太平洋戦争中の1943年（昭和18年）には軍需省の民間無給委託（高等官二等で佐官待遇）となった。

### 戦後の事業拡大
小佐野は1945年（昭和20年）からホテル事業に進出した。これは敗戦直後、経済活動が停滞し現金が不足する最中、根津嘉一郎と五島慶太が、小佐野にそれぞれ熱海ホテル、山中湖ホテル、強羅ホテルの売買を持ちかけたのが始まりである。これに応じた小佐野は、当時先行き不明だったこれらの観光資産を買収した。東急グループ総帥・五島慶太とは、この強羅ホテル売買交渉を機会に知遇を得た。
1946年（昭和21年）には、東京観光自動車と東都乗合自動車を東京急行電鉄から譲り受けてバス事業に進出した。
翌1947年（昭和22年）、社名を「国際興業」とした。この年小佐野は、旧伯爵家（旧下総佐倉藩堀田家）堀田正恒の令嬢・堀田英子と結婚している。
しかし小佐野は1948年（昭和23年）、ガソリンの不正使用の疑いで、当時日本を占領していた連合国軍最高司令官総司令部 (GHQ) によって逮捕された。同年9月重労働1年、罰金74,250円の有罪判決を受けた小佐野は、翌1949年（昭和24年）3月に仮釈放されるまで服役することになった。
その後も小佐野は精力的に事業を拡大、1950年（昭和25年）には長岡鉄道（現：越後交通）のバス部門拡充への協力を機に、当時同社社長だった後の内閣総理大臣・田中角栄との親交を深めた。
1963年、田中角栄が大蔵大臣であった時代に、小佐野は霞が関に隣接する虎ノ門の国有地3600平方メートルの払い下げを受ける。払い下げは親交のある田中との癒着によるものとの疑惑が浮上するほど、両者の関係は知れ渡っていた。小佐野は払い下げの疑惑について、裁判所の和解調停を経た土地を入手したものとして噂を一蹴した。

### ロッキード事件
1976年（昭和51年）2月16日、ロッキード事件に絡み、衆議院予算委員会に第1回証人として全日空の若狭得治社長、渡辺尚次副社長とともに出頭し証人喚問を受ける。ここで小佐野が何度も口にしたとされる「記憶にございません」は、この年の流行語となった（2019年には同名の映画が制作された。正しくは「記憶はございません」「記憶がありません」。議事録にも記述がある）。同年9月30日、東京地検の捜査が丸紅、全日空ルートから児玉ルートに移るタイミングで順天堂大学医学部附属順天堂医院特別室へ入院。病室の名札は別名が記されていた。
国会での証言が偽証罪（議院証言法違反）に問われ1977年（昭和52年）に起訴され、1981年（昭和56年）に懲役1年の実刑判決（判決言い渡し翌日には控訴）。
小佐野は日本航空および全日空の大株主となり航空業界への進出を狙っていたものの、全日空への新型機導入に絡んだ「ロッキード事件」の発覚により頓挫したといわれる。
1984年（昭和59年）4月27日に東京高等裁判所は一審判決を破棄し、懲役10ヶ月、執行猶予3年の有罪判決を言い渡したものの、無罪を主張し、上告。
係争中の1985年（昭和60年）に帝国ホテル会長職に就任。犬丸一郎を、帝国ホテルのメインバンクである第一勧業銀行の反対を押し切り社長昇格させる一方、第一勧業銀行出身の藤居寛を副社長に就任させた。

### 晩年
1986年（昭和61年）10月27日、入院先の虎の門病院で死去。小佐野は膵臓癌の手術を受けていたが、直接の死因はストレス性潰瘍だったという。また当時、「昭和の再建王」坪内寿夫に、自らが保有する造船会社（三重造船）の再建を依頼し、具体的なことまで決まり、あとは契約だけのところまできていたが、咄嗟の判断で坪内が手を引いた。そのときのストレスが原因で死去したといわれる。
戒名は大乗院殿興栄経国宗賢日治大居士。控訴中だったロッキード裁判もこれにより公訴棄却となった。墓所は山梨県甲州市の立正寺。
遺産のうち美術品は美術館に寄贈され、また山梨県の発展を目的とした小佐野記念財団が設立されている。

## エピソード
- がっしりとした体格で、また若くして前頭髪がほとんど抜け落ちていたこともあり、20代で50代に間違われることもあったという。
- マスコミから揶揄されることが多かったため、メディアへの露出を極端に嫌っていた。
- 剛腕で腹黒いイメージを持たれることが多かったが、実際は貧農から叩き上げで身を起こした人間らしい腰の低さで、物静かで温厚な紳士であった。むしろ滅多に感情を表さず、言葉尻も穏やかで商取引では相手に押し切られることもしばしばだった。
- 学歴がないことを卑下せず、またコンプレックスに感ずることもなかった。
- 人間関係を重視し、採算の取れない会社の株の買取りや経営の移譲にもしばしば応じた。移譲された会社は次々と経営を改善させたことから、移譲の依頼が殺到して困ったという。
- 国際興業の本社屋には冷房がなかった。当時、バスやタクシーは非冷房で、「運転手の皆さんが暑い中を毎日頑張っているのに冷房なんてとんでもない」と言う理由であった。運転手にはいつも新車を買い与えた。運転手が一番希望するのは、給料よりもなによりも新車であることを直感していたからである。
- 朝は誰よりも早く出社して本社屋ロビーのソファで新聞を読み、出社する社員全員に挨拶をした。一日中シャツを腕まくりして夜遅くまで忙しく仕事をし、昼はいつも盛りそば一枚と質素な食事を心がけた。
- 国鉄や他社のバスがストライキを決行していても、国際興業バスは一度もストライキをした事が無い。
- 東京スタジアムの経営権を得た際に、ロッテ球団にスタジアムの買い取りを求め、その交渉が決裂したため、いわゆるジプシー・ロッテ問題の原因となる。
- ラスベガスなどでは少額しか使わず、ギャンブルにはのめりこむことがなかった。一方で浜田幸一など同行の友人には自身のポケットマネーで遊ばせたという。なお、浜田は一度当時の金額で4.5億円負けた。
- 箱根のゴルフ場でゴルフをしている時に「あのバンカーを潰せ」と指示し、ゴルフ場側はその日のうちにバンカーを整地したといわれる。バンカーの配置が一般客に取っては難しく、観光地のゴルフ場にはふさわしくないと判断してのこととされ、鋭い直感による経営手法の一端が窺われる。
- 小佐野は、1960年代前半にハワイのホテルを次々と買収したが、小佐野自身の資産を売却せず、さらに外為法により国外への円の持ち出しが制限されていた時期に、どう行ったのか今もって不明である。

### 「刎頸の友」について
田中・小佐野はともに、実際に相手のことを「刎頸の友」と呼んでいたわけではない。
田中角栄が実際に「刎頚の友」と呼んだことがあるのは入内島金一であり、1973年（昭和48年）4月26日の衆議院物価問題等に関する特別委員会において、日本共産党の小林政子が、上越新幹線上毛高原駅予定地周辺の土地買い占めを入内島が行っているのではないか、と質問したことに対する回答の中で、「私は、入内島金一君とは、四十年来の親友であります。これはもう刎頸の友であります。この世の中にある三人の一人であるというぐらいに刎頸の友である」と発言している。
田中自身は、『文藝春秋』誌での田原総一朗のインタビューに答えて、「私が国会で共産党の小林政子議員の質問に答えて、昭和九年当時からの友人、入内島金一君を“フンケイ〔ママ〕の友”と答えたら、それがいつの間にかフンケイの友、小佐野賢治君に書きかえられている」と発言している。これについて立花隆は、「フンケイ〔ママ〕の友に関しては、国会の議事録を引っくり返せば、田中にもすぐわかることだが、入内島金一のことを、「この世に三人あるフンケイの友の一人」といっているのである。それで残る二人のフンケイの友は誰かということで、どこかの週刊誌が調べたら、田中に近い誰に聞いても、小佐野賢治と中西正光（元東洋ゴーセー社長。新星企業事件に関連）の二人しかいなかったので、この三人がフンケイの友と呼ばれることになったのである。入内島、中西の二人は、滅多なことではマスコミに登場しないので、小佐野にこの枕詞がつくことが一番多いというだけのことである」と指摘している。
また小佐野は、ロッキード裁判において、検察官から「田中さんとは、“刎頸の友”といわれていますが、そういう間柄ですか？」と質問され、「私は“刎頸の友”といったそんな……自分でいった覚えはないのですが……」と発言している。

## 家族
- 妻 小佐野英子（1929年生） ‐ 伯爵・堀田正恒の三女。旧下総佐倉藩主・堀田家出身。[12]。女子学習院（後の学習院女子中・高等科）卒。1947年に小佐野と結婚。華族の美女と結婚したいという小佐野の依頼で、男爵白根松介の長男夫婦の紹介で見合いし、大卒国家公務員の初任給が4200円の時代に結納金400万円を払ったと騒がれた[13]。藤島泰輔と旧知の仲。
- 子供はいない。[12]
- 長弟　栄(国際興業社長、1982年没[12])
- 次弟　定彦(国際興業専務、1981年没[12])
- 四弟小佐野政邦
- 大甥 小佐野彈（歌人・作家）

## 関連人物
- 金丸信 - 同郷で山梨交通の買収に関与。東京佐川急便事件・脱税事件で1993年に国際興業本社を東京地検が家宅捜索を行う
- 小沢佐重喜 - 岩手中央バス・花巻電鉄・花巻温泉・秋北バス・十和田観光電鉄の買収の際に仲介役を行う
- 小沢一郎 - 小沢佐重喜の子息